# Aedes eldridgei
Aedes eldridgei är en tvåvingeart som beskrevs av Bianca L. Reinert 1973. Aedes eldridgei ingår i släktet Aedes och familjen stickmyggor.
Artens utbredningsområde är Thailand. Inga underarter finns listade i Catalogue of Life.